# 共和党 (モルディブ)
共和党（きょうわとう、Jumhooree Party）は、モルディブの政党。ヴィラ財団を率いる実業家にして、マウムーン・アブドル・ガユーム大統領の下で財務大臣を務めた経験を持つガーシム・イブラヒムが現党首。現在の略称は「JP」だが、2009年まではRepublican Party、略称「RP」としていたこともあった（正式な改名時期は不明）。

## 沿革
2008年夏の大統領選挙直前の同年5月に、ガーシム・イブラヒムにより共和党は設立された。大統領選挙にはガーシムが自ら候補として参戦したが、第1ラウンドで得票率15%、4位敗退となる。決選投票では、共和党は第1ラウンド2位だったモルディブ民主党（MDP）のモハメド・ナシードを支持し、その逆転勝利に貢献した。しかし翌2009年の国民議会選挙では、共和党は全77議席中1議席を獲得したに留まった。
その後、2012年2月に、ナシードが軍・警察の事実上のクーデターにより大統領を辞任するなど重大な事件が起きた。ナシードの後任としてモハメド・ワヒード・ハサンが大統領となると、MDP以外の政党が連立与党を構成することになり、共和党も連立の一員となっている。
2013年大統領選挙にもガーシムは再挑戦したが、第1ラウンドで3位敗退した。しかし、ガーシムの得票率は23～24%を確保しており、共和党の党勢拡大を証明しただけでなく、前回同様キャスティング・ボートを握ることになった。最終的に共和党は、2位だったモルディブ進歩党（PPM）のアブドラ・ヤーミンを支持、決選投票での逆転勝利をまたしても導く。これにより共和党は、モルディブ開発連合（MDA）と共にPPMとの連立を形成することになった。翌2014年3月22日の国民議会選挙でも、連立与党の一員として共和党は全85議席中15議席と躍進を果たし、第3政党の地位を獲得した。
しかし国民議会選挙から僅か3日後の3月25日、突然ガーシムが国民議会議長選に出馬を表明する。これにPPMは反発して、PPMで独自候補を擁立することを表明したが、ガーシムは野党MDPの協力を得ようと動き始める。5月28日、PPM議員のアブドラ・マシーハ・モハメドとガーシムが議長を争ったが、43票対39票でマシーハが当選した。同日、PPMは共和党の連立合意違反を責めて連立を解消、この際に共和党の閣僚2名が離党してPPMに移籍した。更に、7月9日にも1名の共和党議員が離党してPPMに移籍している。
2015年7月15日時点で、共和党はMDPと協調行動をとる形で野党として活動中であり、国民議会の議員数は11名となっている。

## 注
1. ↑  Jumhooree PartyDHIVEHI SITTE（2014年6月25日閲覧）
2. ↑  「2013年11～12月主な動き」在スリランカ日本国大使館ホームページ（2015年4月13日閲覧）
3. ↑  Last Election Maldives Majlis (People's Majlis)列国議会同盟（IPU）ホームページ（2014年6月23日閲覧）
4. ↑  「モルディブ2014年3～4月主な動き」在スリランカ日本国大使館ホームページ（2015年4月13日閲覧）
5. ↑  「モルディブ2014年5～6月主な動き」在スリランカ日本国大使館ホームページ（2015年4月13日閲覧）
6. ↑  「モルディブ2014年7～8月主な動き」在スリランカ日本国大使館ホームページ（2015年4月13日閲覧）

## 参考
- 共和党公式ホームページ（ディベヒ語・英語）